# Маронийская и Комотиниская митрополия
Маронийская и Комотиниская митрополия (греч. Ιερά Μητρόπολις Μαρωνείας και Κομοτηνής) — епархия «Новых Земель» Элладской православной церкви. Как и прочие епархии «Новых Земель» имеет также формальное подчинение Константинопольскому патриархату. Центром епархии является город Комотини в Греции.

## Управляющие
- Иероним (Горгиас) (27 июля 1877 — 5 августа 1885)
- Константин (Вафидис) (3 октября 1885 — 18 октября 1888)
- Хрисанф (Иероклис) (20 октября 1888 — сентябрь 1893)
- Гавриил (Ятрудакис) (23 октября 1893 — июль 1894)
- Иоаким (Валасиадис) (16 июля 1894 — 7 сентября 1900)
- Константий (Захариадис) (7 сентября 1900 — октябрь 1902)
- Николай (Саккопулос) (12 октября 1902 — 13 февраля 1914)
- Мелисин (Христодулу) (13 февраля 1914 — 2 октября 1920)
- Хрисанф (Филиппидис) (10 февраля — 27 октября 1922)
- Анфим (Саридис) (17 ноября 1922 — 4 августа 1938)
- Спиридон (Аливизатос) (9 декабря 1938 — 13 декабря 1940)
- Василий (Константину) (март 1941 — 24 декабря 1952)
- Тимофей (Матфеакис) (26 марта 1954 — 22 мая 1974)
- Дамаскин (Румелиотис) (30 мая 1974 — 6 ноября 2012)
- Пантелеимон (Мутафис) (с 24 февраля 2013 года)